# 지어스
《지어스》(Zearth) 또는 《보쿠라노》(ぼくらの, 우리들의)는 기토 모히로 원작의 일본 만화 및 애니메이션이다. ‘지어스’란, 본 작품에 등장하는 로봇의 이름이며, 대한민국에서는 이것을 제목으로 하여 발간되고 있다. 만화는 《월간 IKKI》 2009년 8월호에서 완결되었다.

## 개요
여름방학에 바닷가의 폐교에서 열리는 자연학교에 참가한 15명의 소년소녀들은 어느날 바닷가의 동굴을 탐험하다 많은 컴퓨터가 놓인 공간을 발견하게 된다. 그곳에 나타나 자신을 '코코페리'라고 소개한 의문의 남성은 자신이 만든 게임을 해보지 않겠느냐며 아이들에게 권유를 한다.
게임의 내용은 바로 '무적의 거대 로봇을 조종하여 지구를 침략하는 15기의 적을 물리치고 지구를 지켜낸다'는 것이다. 그저 컴퓨터 게임인 줄 안 아이들은 코코페리와 계약을 맺는다. (전부 중학교 1학년생인 다른 아이들과 달리 유일하게 초등학교 4학년인 카나는 계약을 맺지 않는다.)
아이들은 곧 정신을 잃고, 눈을 떠보니 동굴은 사라지고 없었다. 코코페리와 맺은 계약도 꿈인가 하는 생각과 함께 숙소로 돌아온 아이들은 그날 밤 정체불명의 검은 거대로봇 '지어스'를 목격하게 된다. 갑자기 로봇 안으로 순간이동된 아이들은 코코페리가 지어스를 조종해 그 앞에 나타난 또다른 거대 로봇과 전투를 벌이는 것을 본다. 아이들은 전투를 거듭하며 게임의 진짜 내용을 알게 된다.

## 줄거리
《지어스》의 만화판과 애니메이션판 줄거리에는 상당한 차이가 있다. (예를 들어, 애니메이션에서 코에무시는 첫 전투가 끝날 때까지 나타나지 않는다.) 아래 내용은 원작인 만화판을 중심으로 한다.
지어스 안에 들어간 아이들은 코코페리와 함께 자신을 '코에무시'라고 소개하는 정체불명의 작은 존재와 만난다. 코에무시는 남을 깔보는 듯한 말투에 하늘을 자유자재로 날아다닐 수 있으며, 이제부터 아이들의 전투를 도와주겠다고 한다. (그러나 코코페리는 아이들에게 '코에무시를 믿지 말라'고 한다.) 코코페리는 아이들에게 로봇을 조종해 싸우는 법을 간단히 설명한 뒤, '이제는 너희 스스로 해나가야 한다'고 말한다. 아이들은 다시 로봇 밖으로 순간이동되면서 코코페리가 마지막으로 '미안하다'고 말하는 듯한 모습을 본다.
코코페리의 다음으로 조종사로 선택된 와쿠 타카시는 전투에서 승리하지만, 전투가 끝난 뒤 우시로 쥰이 별 생각 없이 그를 살짝 밀자 지어스에서 떨어져 죽고 말았다. 세 번째 조종사인 코다마는 전투에서 승리한 뒤 이유를 알 수 없이 죽는다. 그제서야 이상함을 알아챈 아이들에게 코에무시는 지어스가 조종사의 생명을 동력으로 한다는 사실을 밝힌다. 즉 매 전투가 끝나면 승패와 관계없이 지어스를 조종한 사람은 죽게 된다는 것이다.
패배할 경우에는 지구가 멸망하지만, 승리의 결과로 파일럿을 잃게 되면 곧바로 다음 전투를 위한 파일럿을 뽑는다. 따라서, 작품의 전개는 죽음을 맞이하게 될 다음 파일럿을 중심으로 이어지며, 그 등장인물의 과거와 뒷배경 등을 서술하며 전투를 맞이하며 죽음을 준비하는 파일럿의 심리와 내면을 묘사한다. 실제로 만화판의 각 편의 제목은 그 편에서 싸울 예정인 파일럿의 이름이다.
코다마의 다음으로 지어스를 조종하게 되는 다이치 및 마코도 유사하게 전투가 끝난 뒤 목숨을 잃는다. 마코는 전투가 시작되기 전에 아이들이 입을 제복을 직접 만들어 가져온다. 이후 군은 코모다를 통해 아이들과 지어스의 관계를 알게 되고, 아이들을 불러모으고 코에무시와의 접촉을 통해 보다 자세한 정보를 얻으며, 그 뒤로 해군 대위 세키와 공군 대위 타나카를 중심으로 인력을 투입하여 아이들을 24시간 감시 및 보호한다. 마코의 다음 조종사인 카코는 곧 찾아올 죽음을 무서워하며 싸우지 않으려 하고, 도망치던 도중 지어스에 탑승하지 않은 채 전투에 휘말려 사망하고 만다. 치즈루는 적 로봇과 전투하기 전에 자신을 임신시킨 뒤 버린 교사에게 복수하려 하지만, 언니의 부탁으로 그만둔다. 치즈루가 승리한 뒤 지어스의 얼굴에서 조종사들의 생명을 나타내는 빛이 2개가 사라지는데, 이는 치즈루의 아이의 몫까지 포함되었기 때문이다. 즉 카나 외에도 처음에 계약하지 않은 사람이 1명 있다는 뜻이다.
카코와 치즈루의 아이가 싸우지 않고 죽었으므로 조종사가 2명 부족한 상황이 되었으나, 군인인 세키와 타나카가 자원해 계약함으로써 이 문제는 해결된다. 모지를 조종사로 하는 다음 편에서는 지어스의 조종실이 적의 급소와 닮았다는 것을 발견한다. 그 다음인 마키 편에서 지어스는 지구상의 전투기와 유사한 성능의, 전혀 본 적 없는 전투기로부터 공격받는다. 코에무시는 이 게임이 때로는 아이들의 우주, 때로는 역사의 흐름이 약간 다른 수많은 평행우주들 중 하나에서 이루어지며, 한 번이라도 패배하면 패배한 쪽의 우주는 소멸한다고 설명한다.

## 게임의 규칙
다음의 규칙들은 만화판의 내용을 통해 밝혀졌으며, 애니메이션에도 적용된다.
- 각 우주에서 선택된 조종사들은 로봇을 이용해 단 한번도 패배하지 않은 채 적 로봇들을 15회 무찔러야 한다. 전투는 48시간 내에 종료되어야 하며, 만약 전투에서 패배하거나 전투가 시간 내에 끝나지 않으면 그들의 우주가 파괴되고 그 안의 모든 생명체가 죽는다.
- 전투에서 승리하려면 적 로봇의 몸 안 어딘가에 위치한 조종실을 파괴하는 등의 방법으로 적 조종사를 죽여야 한다.
- 자신의 우주에 속하는 누군가가 적 조종사를 죽이기만 하면 해당 전투에서 승리한 것으로 처리된다. 즉, 적 조종사를 죽이는 인물이 꼭 조종사여야 할 필요는 없다.
- 로봇은 조종사의 생명력으로 움직이므로, 조종사는 승리하여 전투가 끝날 때까지 살아남는다 해도 그 뒤 곧 사망한다.
- 계약판에 손을 대서 계약한 사람만이 조종사가 될 수 있으며, 적을 무찌른 즉시 남은 이들 중에서 다음 전투의 조종사가 결정된다.
- 조종사는 자신의 의지에 따라 로봇을 조종할 권리를 가지며, 원할 경우 자신의 로봇의 상태 및 능력에 대한 완전한 지식을 얻을 수 있다.
- 전투가 끝나기 전에 적의 공격 이외의 원인으로 조종사가 죽은 경우를 제외하면 조종사를 바꿀 수 없다. 조종사가 죽으면 남은 사람들 중 한명에게 조종권이 자동으로 넘어가며, 이에 따라 전투가 계속된다.
- 조종사는 전투에 승리한 뒤 자신의 시체가 어떻게 처리될지를 결정할 수 있다. 예를 들어, 로봇의 내부나 다른 곳에 보관할 수도, 완전히 소멸시킬 수도 있다. 특별한 주문이 없을 경우 시체는 보통 자신의 집으로 보내진다.
- 남은 전투를 치르기 위한 조종사의 수가 부족할 때는 다른 사람들이 계약을 맺어 수를 채울 수 있다.

아래의 규칙들은 애니메이션에만 나타났다.
- 팀의 가이드(지어스의 경우 코에무시)는 조종사들의 순서를 선택할 권리를 가진다.
- 이번에 로봇을 조종할 사람의 몸에는 적 로봇의 모습과 비슷한 형태의 문신이 나타난다. 전투에 승리할 경우 조종사가 죽기 전에 문신이 사라진다.
- 로봇은 움직일 때만 생명력을 소모한다. 따라서 로봇을 전혀 움직이지 않은 상태에서 적 로봇이 (자폭 등으로) 파괴되면 아군 조종사는 이번에는 죽지 않지만 다음 전투에도 조종사로 참가해야 한다. 이런 식으로 이긴 것도 승리 횟수에 포함된다.
- 보통 마지막 전투의 조종사는 다른 우주로 보내져서, 그곳에서 14명을 모아 코코페리가 했듯이 자신의 마지막 전투를 하면서 전투 방법을 그들에게 알려줘야 한다. 만약 이 전투에서 승리하면 그는 죽지 않는다.

## 등장인물

### 지어스
주인공 소년소녀들이 조종하게 되는 거대 로봇이다. 곤충이나 갑각류를 연상시키는 외관에 신장 약 500m.

### 코코페리
- 만화 내용: 1화 ~ 3화
- 조종 순서: 1번째(만화 및 애니메이션)
- 성우: 도치 히로키

코코페리(ココペリ)는 주인공들을 게임에 끌어들인 남자이며, 작품 내용 중에서 지어스를 첫 번째로 조종하는 사람이기도 하다. 아이들과 처음으로 만났을 때, 그는 바다 근처의 동굴에 숨어 살고 있었다. 코코페리는 아이들을 보고 놀란 듯했지만, 새로운 게임을 테스트할 사람을 찾고 있다고 말하며 아이들을 게임에 계약시켰다. 첫 번째 전투에서 그는 조종실 내에 미래형 의자를 앉은 채로 나타나 조종을 시작했다. 이 전투에서 죽은 사람은 자위대 조종사 한명과 코코페리를 포함해 2명으로 추정된다. 전투가 끝난 뒤 그는 이제 지구를 지키는 것은 너희들의 임무라고 말하고, "미안하다"는 듯한 말을 하면서 아이들을 로봇 밖으로 내보낸다.

### 야무라 다이치
- 만화 내용: 8화 ~ 9화
- 키: 150 cm
- 혈액형: Ａ형
- 조종 순서: 4번째(만화) / 6번째(애니메이션)
- 성우: 스기타 토모카즈

야무라 다이치(矢村 大一)는 책임감을 갖고 열심히 살아가는 소년가장으로, 세 명의 어린 동생들(요시, 후타바, 산타)을 부양하고 있다. 그의 어머니는 오래전에 사망했으며, 아버지는 어떤 이유에서인지 3년 전에 자식들을 내버려둔 채 떠났다. 그 뒤로 다이치의 삼촌은 4남매를 위해 집의 임대비를 내주었으며, 다이치는 편지와 신문을 배달해서 생활비를 벌어왔다. 4남매는 아버지가 돌아올 자리를 남겨두기 위해 삼촌과 따로 살고 있었다. 게임이 시작될 때, 다이치는 아이들 중에서 처음으로 게임에 대해 회의를 나타내고 게임에서 벗어나려 했다. 다이치를 조종실로 연결시키는 '의자'는 의자가 아닌 방석으로, 이 때문에 아이들에게 약간 놀림을 받았다. 네 번째 전투에서 다이치는 시민들이 대피할 때까지 지어스를 움직이지 않았는데, 그 뒤로는 지어스를 조종하는 다른 아이들도 대체로 이를 따른다. 그는 우시로에게 카나를 잘 돌봐주라는 말을 남기고, 코에무시에게 자신의 시체를 잘 숨겨둘 것을 약속받는 것을 끝으로 숨을 거둔다. 그의 전투에서는 4,384명의 사상자가 발생했으며, 이는 전부 적의 공격으로 인한 것이다.

### 마치 요코
- 키: 145 cm
- 혈액형: B
- 조종 순서: 14번째(애니메이션)
- 성우: 산페이 유코

마치 요코(町 洋子), 일명 마치(マチ)는 그 배경이 거의 밝혀지지 않은 여자아이다. 마치의 부모는 어부이며, 마치는 자신의 오빠가 우시로 같은 사람이라고 말했다. 코코페리의 동굴을 발견한 것이 그녀이며, 계약하지 않으려 했지만 와쿠가 잡아당겨서 계약판에 손을 댔다. 처음에 아이들이 의자를 보았을 때, 마키는 마치의 의자가 자신의 것이라고 생각했다. 치즈루 편에서, 마치는 치즈루가 무고한 사람들을 죽이는 것을 말렸다. 칸지 편에서 칸지는 쥰에게 마치를 조심하라고 말하며, 나중에 칸지는 인지연구소 꼭대기에서 죽음을 기다리며 누가 다음 조종사가 될지를 추측하지만, 어떤 이유에서인지 마치는 제외시킨다. 카나 편이 시작되면서 마치와 코에무시의 관계가 밝혀진다.
애니메이션에서 키리에는 계약하지 않은 것이 마치라는 것을 눈치챌 뿐만 아니라 그녀가 다른 아이들을 동굴로 끌어들였으며 규칙에 대해서도 누구보다 잘 알고 있었다는 점을 다른 아이들에게 상기시킨다. 코에무시는 마치가 게임에 참가할 사람을 모으기 위해 함께 지구로 온 자신의 여동생이라는 것을 밝힌다. 마치는 텔레파시를 통해 코에무시와 이야기할 수 있다. 수많은 세계를 돌아다니며 고통과 죽음이 반복되는 것을 보며 지친 그녀는 쥰을 도와 코에무시를 죽인 뒤 카나를 대신해 14번째 조종사가 된다.

## 애니메이션
모리타 히로유키를 감독으로 곤조에서 제작했으며, 2007년 4월 8일부터 2007년 9월 25일까지 선 TV에서 방송되었다.

### 성우
| - 이시다 아키라 - 코에무시 - 타카하시 아오 - 혼다 치즈루 - 사카구치 다이스케 - 와쿠 타카시 - 토마츠 하루카 - 후타바 - 도치 히로키 - 코코페리 - 미나가와 준코 - 우시로 준 - 아스미 카나 - 우시로 카나 - 스즈무라 겐이치 - 하타 카이 - 노지마 켄지 - 요시카와 칸지 - 미야타 고키 - 모지 쿠니히코 - 히가 구미코 - 아노 마키 | - 노토 마미코 - 코모다 타카미 - 신도 나오미 - 타나카 미스미 - 카와다 신지 - 세키 마사미츠 - 아사누마 신타로 - 키리에 요스케 - 호시 소이치로 - 코다카 마사루 - 스기타 토모카즈 - 야무라 다이치 - 후지타 요시노리 - 카코 이사오 - 마키노 유이 - 토코스미 아이코 - 이구치 유카 - 나카라이 마코 - 산페이 유코 - 마치 요코 |

### 주제가
오프닝
- Uninstall - 이시카와 치아키(石川 智晶)

엔딩
- Little Bird（1화 - 12화）- 이시카와 치아키
- Vermillion（13화 - ） - 이시카와 치아키

### 감독의 블로그 포스팅
만화판과 애니메이션판의 내용 차이에 대해, 감독 모리타 히로유키는 블로그에 "애니메이션판 《보쿠라노》의 감독은 원작을 싫어합니다."라고 적었다. 또한 그는 애니메이션 방영 초기에 원작 만화가 기토 모히로에게 지어스를 조종하는 아이들을 살릴 방법이 없을지를 물었는데, 포스팅 내용에 따르면, 기토는 "마법을 사용하지만 않으면 괜찮아요"라고 대답했다. 모리타는 이 말을 듣고 "기토씨가 깔아놓은 세계관과 규칙은 모두 받아들인다. 그 대신, 스토리는 바꾼다."고 결정했다고 한다. 감독의 글은 "다음 편인 제 10화 나카마편 등도, 대폭적인 수정으로 원작을 분명히 부정하고 있다는 걸 여기에 밝혀 둡니다."라는 문장으로 끝난다.